# Guillermo Méndez
Guillermo Andrés Méndez Aguilera (Paysandú, 26 agosto 1994) è un calciatore uruguaiano, centrocampista svincolato.

## Caratteristiche tecniche
È un trequartista.

## Carriera
È cresciuto nelle giovanili del Nacional.

## Statistiche

### Presenze e reti nei club
Statistiche aggiornate al 18 marzo 2018.
| Stagione            | Squadra             | Campionato          | Campionato | Campionato | Coppe nazionali | Coppe nazionali | Coppe nazionali | Coppe continentali | Coppe continentali | Coppe continentali | Altre coppe | Altre coppe | Altre coppe | Totale | Totale | Totale |
| Stagione            | Squadra             | Comp                | Pres       | Reti       | Comp            | Pres            | Reti            | Comp               | Pres               | Reti               | Comp        | Pres        | Reti        | Pres   | Reti   |        |
| ------------------- | ------------------- | ------------------- | ---------- | ---------- | --------------- | --------------- | --------------- | ------------------ | ------------------ | ------------------ | ----------- | ----------- | ----------- | ------ | ------ | ------ |
| gen.-giu. 2013      | Sint-Truiden        | D2                  | 8          | 1          | CB              | 0               | 0               |                    | -                  | -                  |             | -           | -           | 8      | 1      |        |
| lug.-dic. 2013      | Sint-Truiden        | D2                  | 11         | 2          | CB              | 0               | 0               |                    | -                  | -                  |             | -           | -           | 11     | 2      |        |
| Totale Sint-Truiden | Totale Sint-Truiden | Totale Sint-Truiden | 19         | 3          |                 | 0               | 0               |                    | -                  | -                  |             | -           | -           | 19     | 3      |        |
| gen.-giu. 2014      | Alcorcón            | SD                  | 1          | 0          | CR              | 0               | 0               |                    | -                  | -                  |             | -           | -           | 1      | 0      |        |
| 2016-2017           | Unión (SF)          | PD                  | 4          | 0          | CA              | 3               | 0               |                    | -                  | -                  |             | -           | -           | 7      | 0      |        |
| 2017-2018           | Unión (SF)          | PD                  | 7          | 0          | CA              | 0               | 0               |                    | -                  | -                  |             | -           | -           | 7      | 0      |        |
| Totale carriera     | Totale carriera     | Totale carriera     | 31         | 3          |                 | 3               | 0               |                    | -                  | -                  |             | -           | -           | 34     | 3      |        |